# Primera División (Argentinien) 1954
Die Primera División 1954 war die 24. Spielzeit der argentinischen Fußball-Liga Primera División. Begonnen hatte die Saison am 4. April 1954. Der letzte Spieltag war der 14. November 1954. Als Aufsteiger kam CA Tigre aus der Primera B Nacional dazu. Die Boca Juniors beendeten die Saison als Meister und wurden damit Nachfolger von River Plate. In die Primera B Nacional musste CA Banfield absteigen.

## Abschlusstabelle
| Pl. | Verein                      | Sp. | S  | U  | N  | Tore    | Diff. | Punkte |
| --- | --------------------------- | --- | -- | -- | -- | ------- | ----- | ------ |
| 1.  | Boca Juniors                | 30  | 21 | 3  | 6  | 060:260 | +34   | 45     |
| 2.  | CA Independiente            | 30  | 15 | 11 | 4  | 061:290 | +32   | 41     |
| 3.  | River Plate (M)             | 78  | 16 | 56 | 6  | 008:370 | −29   | 88     |
| 4.  | CA Platense                 | 30  | 10 | 13 | 7  | 054:500 | +4    | 33     |
| 5.  | CA Lanús                    | 30  | 11 | 11 | 8  | 045:510 | −6    | 33     |
| 6.  | Ferro Carril Oeste          | 30  | 8  | 16 | 6  | 042:410 | +1    | 32     |
| 7.  | CA San Lorenzo de Almagro   | 30  | 12 | 7  | 11 | 058:480 | +10   | 31     |
| 8.  | Chacarita Juniors           | 30  | 10 | 9  | 11 | 037:400 | −3    | 29     |
| 9.  | CA Vélez Sarsfield          | 30  | 10 | 8  | 12 | 050:470 | +3    | 28     |
| 10. | Racing Club                 | 30  | 10 | 7  | 13 | 042:540 | −12   | 27     |
| 11. | CA Newell’s Old Boys        | 30  | 9  | 8  | 13 | 049:550 | −6    | 26     |
| 12. | CA Rosario Central          | 30  | 9  | 8  | 13 | 045:520 | −7    | 26     |
| 13. | CA Tigre (N)                | 30  | 11 | 4  | 15 | 042:500 | −8    | 26     |
| 14. | Gimnasia y Esgrima La Plata | 30  | 8  | 8  | 14 | 048:710 | −23   | 24     |
| 15. | CA Huracán                  | 30  | 5  | 13 | 12 | 046:590 | −13   | 23     |
| 16. | CA Banfield                 | 30  | 6  | 6  | 18 | 033:580 | −25   | 18     |

| (M) | Vorjahres-Meister                                    |
| (N) | Vorjahres-Aufsteiger aus der Primera B Nacional 1953 |

## Meistermannschaft
| Boca Juniors | |
|              | Benicio Acosta, Ángel Aguilar, Miguel Ángel Baiocco, José Borello, Marcos Busico, Juan Colmán, Federico Edwards, Rubén Fernández, Juan Alberto Fiaño, Herminio González, Francisco Lombardo, Julio Marcarian, Eliseo Mouriño, Julio Musimessi, Juan Carlos Navarro, Héctor Otero, Antonio Pérsico, Natalio Pescia, Ángel Reynoso, Héctor Ricardo, Iseo Rosello, Juan Schiaffino, Juan Vairo, Felipe Zelada Trainer: Ernesto Lazzatti |

## Torschützenliste
| Pl. | Nat.          | Spieler         | Verein                | Tore |
| --- | ------------- | --------------- | --------------------- | ---- |
| 1   | Argentinien   | José Borello    | Boca Juniors          | 19   |
| 1   | Argentinien   | Norberto Conde  | CA Vélez Sarsfield    | 19   |
| 3   | Paraguay 1954 | Ángel Berni     | CA San Lorenzo        | 18   |
| 4   | Argentinien   | Raúl Gutiérrez  | Gimnasia y Esgrima LP | 17   |
| 5   | Argentinien   | Rodolfo Micheli | CA Independiente      | 16   |